# Elephantomyia maculistigma
Elephantomyia maculistigma är en tvåvingeart som först beskrevs av Günther Enderlein 1912.  Elephantomyia maculistigma ingår i släktet Elephantomyia och familjen småharkrankar.
Artens utbredningsområde är Madagaskar. Inga underarter finns listade i Catalogue of Life.